# Isidore Konti

Isidore Konti, um 1905

Isidore Konti (* 9. Juli 1862 in Wien; † 11. Januar 1938 in New York City, New York) war ein österreichisch-US-amerikanischer Bildhauer.

## Leben
Isidore Konti wurde in Wien von ungarischen Eltern geboren. Im Jahr 1878 begann er eine künstlerische Ausbildung an der Kaiserlichen Akademie in Wien, wo er unter Edmund Hellmer studierte. 1886 bekam Konti ein Stipendium, das ihn erlaubte, sein Studium in Rom mit Atelier in der Villa Strohl-Fern fortzuführen. Dort entwickelte er eine Liebe zur Bildhauerei der Renaissance. Nach seiner Rückkehr nach Österreich arbeitete Konti als Architekt.
Anfang der 1890er Jahre reiste Konti für die World Columbian Exposition nach Chicago. Kurz darauf wurde er Assistent von Karl Bitter in New York City. In den folgenden Jahren arbeitete Konti in Buffalo, St. Louis und in San Francisco. 
1909 wurde Isidore Konti in New York zum Mitglied (NA) der National Academy of Design gewählt.